# Аеродром Вагар
Аеродром Вагар је једини аеродром на Фарским Острвима, самоуправној групи острва са на северном Атлантском океану, између Шкотске и Исланда. Аеродром су саградили британски краљевски војници на почетку Другог светског рата. Због аутономије Фарских острва, овај аеродром не подлеже законима и директивама Европске уније.
Аеродром је и седиште Фарске националне авио-компаније Атлантик ервејз, као и компаније са мањим ценама, ФароЏет.
Од међународних дестинације, аеродром је повезан са Копенхагеном, Алборгом и Билундом у Данској, Рејкјавиком на Исланду, Абердином, Лондоном и Единбургом у Уједињеном Краљевству, Ослом, Ставангером и Стордом у Норвешкој.